# Hektoria Glacier
Hektoria Glacier är en glaciär i Antarktis. Den ligger i Västantarktis. Argentina, Chile och Storbritannien gör anspråk på området. Hektoria Glacier ligger 351 meter över havet.
Terrängen runt Hektoria Glacier är varierad.  Trakten är obefolkad. Det finns inga samhällen i närheten.